# 2026年冬季奥林匹克运动会克罗地亚代表团
2026年冬季奧林匹克運動會克羅埃西亞代表團是克羅埃西亞所派出的第25届冬季奥林匹克运动会代表團。這是該國第十次參加冬季奧運會。

## 高山滑雪
克羅埃西亞已有一男一女取得高山滑雪參賽資格。